# پارک ملی بریهیمن
پارک ملی بریهیمن (به لاتین: Breheimen National Park) یک پارک ملی در نروژ است که در Skjåk واقع شده‌است.

## جغرافیا
این پارک ملی در سال ۲۰۰۹ تأسیس شده‌است و ۱٬۶۷۱ کیلومتر مربع وسعت دارد و توسط سه پارک ملی دیگر احاطه شده‌است.

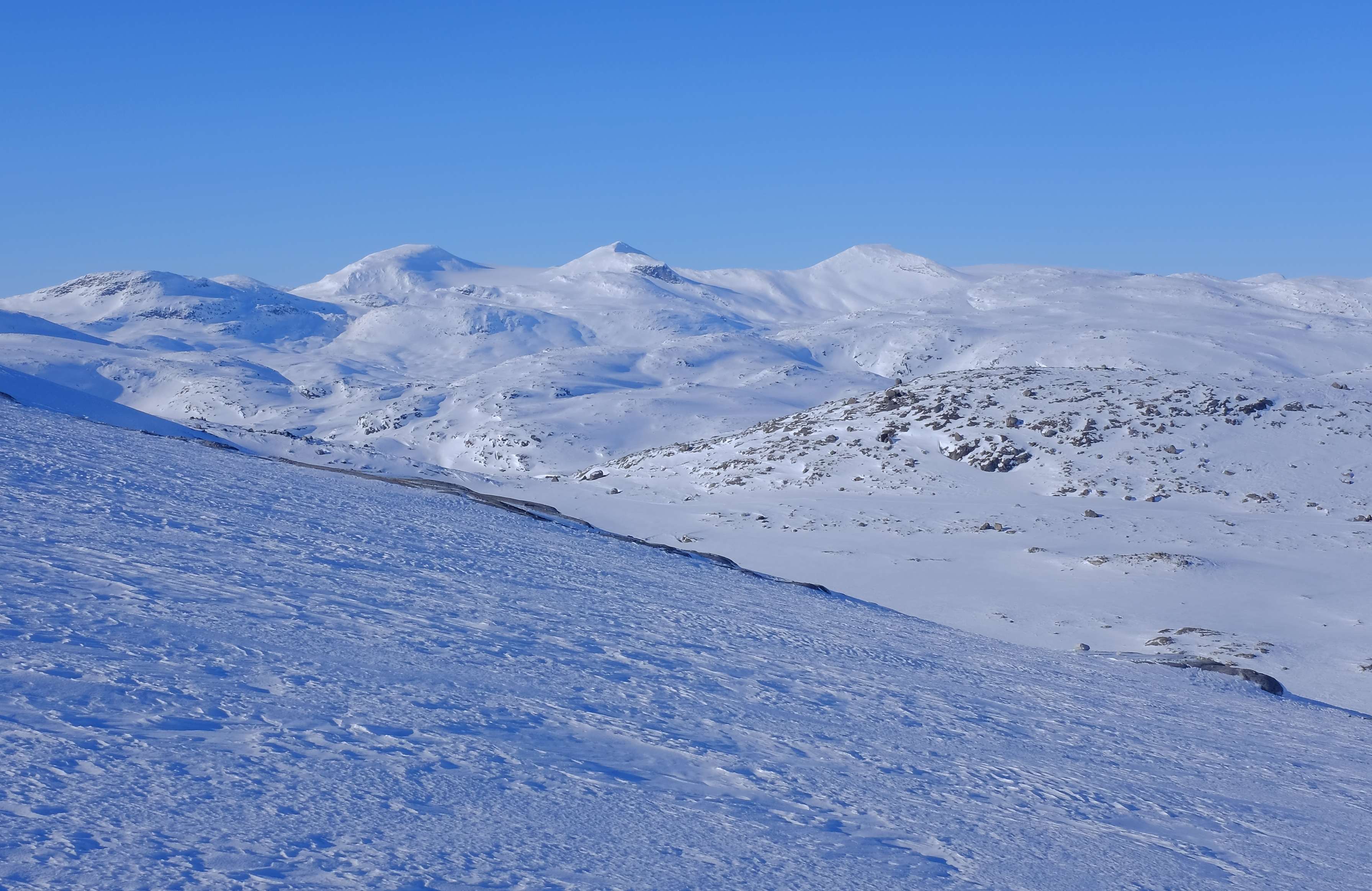
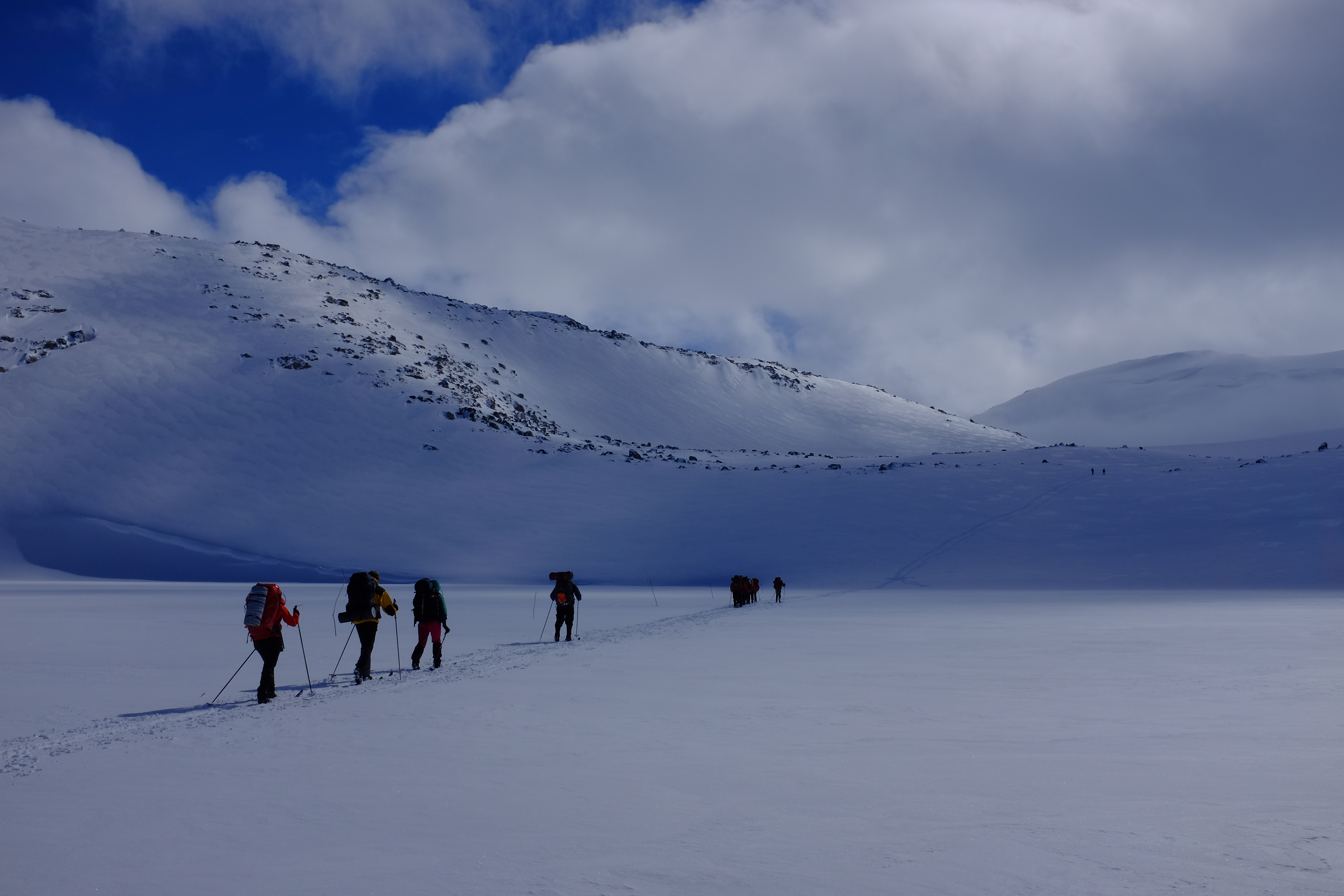
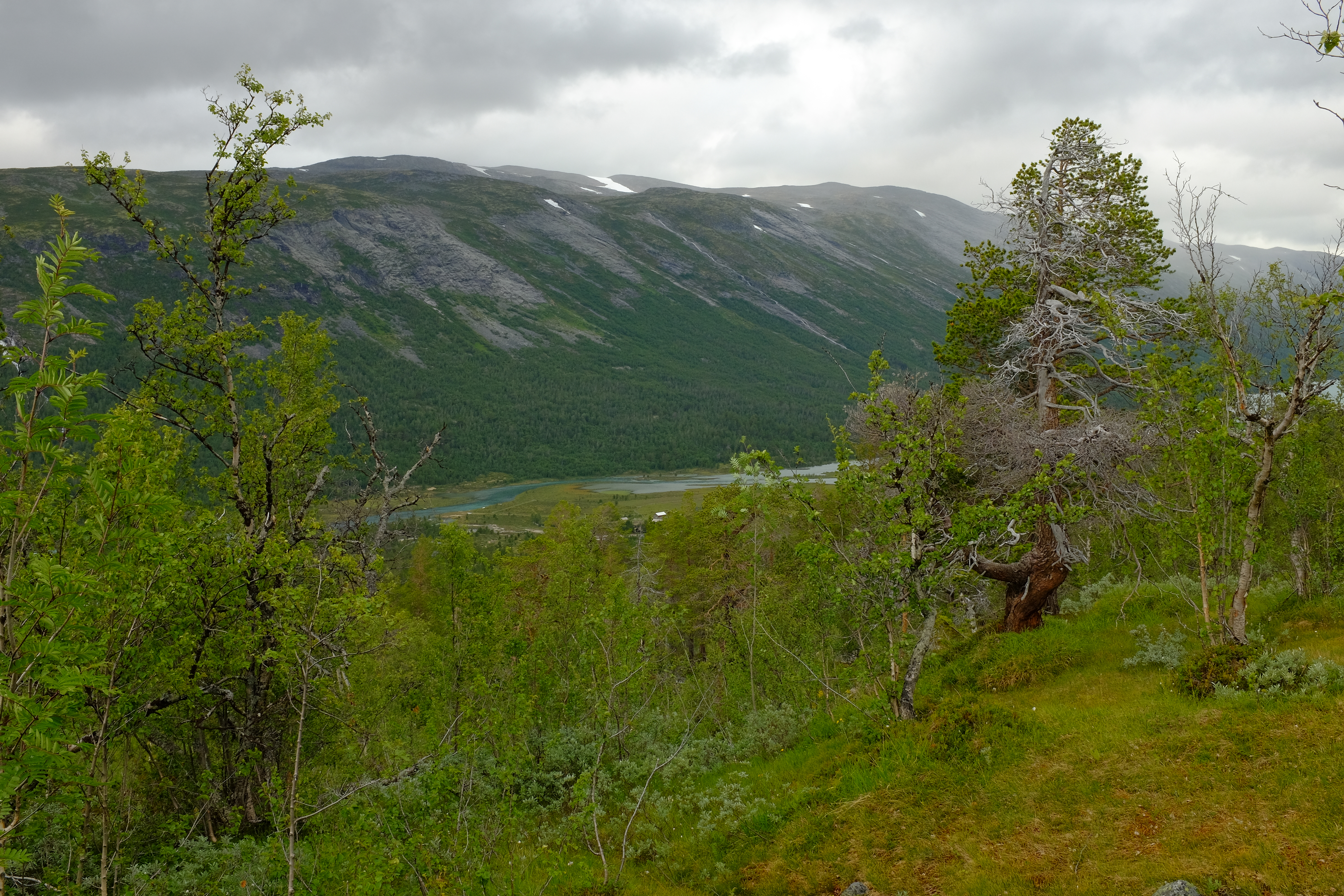